# Jorge Pérez Vega
Jorge Luis Pérez Vega (La Cruz, Región de Valparaíso, Chile, 11 de enero de 1965) es un exfutbolista chileno, apodado el "Mágico" de gran trayectoria en el fútbol chileno, sobre todo en clubes de la Quinta Región.

## Trayectoria
Luego de pasar por las divisiones inferiores de San Luis, debutó profesionalmente por ese equipo a los 19 años, realizando destacadas campañas que le valió ser nominado a la Selección Chilena, que disputó los Juegos Panamericanos de Indianapolís de 1987.
Al año siguiente en 1988 es transferido a la Universidad de Chile, donde formó parte del plantel que llevaría al cuadro azul al descenso por primera vez en su historia. Luego de su salida de la "U" emigró a Deportes La Serena, donde realizaría una destacada campaña al clasifcar a los papayeros a la Liguilla Pre-Libertadores en 1989, posteriormente pasó al Lozapenco que militaba en el ascenso del fútbol chileno, donde tuvo un fugaz paso.
Retornó a la Región de Valparaíso a mediados de 1990, esta vez para jugar por Santiago Wanderers, donde se convertiría en ídolo por parte de la afición wanderina, incluso jugadores formados en ese equipo como David Pizarro y Moisés Villarroel, han reconocido la motivación que Jorge Pérez, les hizo en sus inicios como futbolistas. Tras su paso por el conjunto caturro, defendió las camisetas de Everton, Unión San Felipe, Cobresal, para retirarse del fútbol a fines de la temporada 2004 en San Luis.

## Selección nacional
En 1987, formó parte de la Selección Chilena que obtuvo Medalla de Plata en los Juegos Panamericanos de Indianápolis, donde la "Roja" obtuvo la medalla de plata al ser subcampeón.

### Participación en Juegos Panamericanos
| Juegos                             | Sede           | Resultado        |
| ---------------------------------- | -------------- | ---------------- |
| Panamericanos de Indianápolis 1987 | Estados Unidos | Medalla de Plata |

## Clubes
| Club                 | País  | Años      |
| -------------------- | ----- | --------- |
| San Luis             | Chile | 1984-1987 |
| Universidad de Chile | Chile | 1988      |
| Deportes La Serena   | Chile | 1989      |
| Lozapenco            | Chile | 1990      |
| Santiago Wanderers   | Chile | 1990-1997 |
| Everton              | Chile | 1997      |
| Santiago Wanderers   | Chile | 1998-1999 |
| Unión San Felipe     | Chile | 2000      |
| Cobresal             | Chile | 2001-2002 |
| Unión San Felipe     | Chile | 2003      |
| Santiago Wanderers   | Chile | 2003      |
| San Luis             | Chile | 2004      |

## Palmarés

### Campeonatos nacionales
| Título    | Club               | País  | Año  |
| --------- | ------------------ | ----- | ---- |
| Primera B | Santiago Wanderers | Chile | 1995 |
| Primera B | Unión San Felipe   | Chile | 2000 |

### Copas internacionales
| Título                            | Club (*)                     | País           | Año  |
| --------------------------------- | ---------------------------- | -------------- | ---- |
| Medalla de plata en Panamericanos | Selección de fútbol de Chile | Estados Unidos | 1987 |

(*) Incluyendo la Selección